# Scelio nitens
Scelio nitens är en stekelart som beskrevs av Charles Thomas Brues 1906. Scelio nitens ingår i släktet Scelio och familjen Scelionidae. Inga underarter finns listade i Catalogue of Life.